# Emanuele Pellegrini
Emanuele Pellegrini (Milano, 6 settembre 1975) è un politico italiano.

## Biografia
Nato a Milano, ma residente a Carnate in Brianza sin dall'infanzia, nel capoluogo lombardo ha frequentato la facoltà di Giurisprudenza presso l’Università Cattolica del Sacro Cuore. Svolge la professione di avvocato cassazionista in Monza. È consigliere della Fondazione Italia USA.

### Attività politica
Esponente della Lega Nord, dopo aver ricoperto il ruolo di consigliere comunale di opposizione dal 2009, alle elezioni comunali del 2012 è candidato a sindaco di Carnate, ma viene sconfitto dal rivale di centrosinistra Daniele Nava. Alle elezioni comunali del 2017 risulta il secondo candidato più votato e ricopre per tutto il mandato il ruolo di capogruppo di opposizione. 
Dopo aver svolto l'incarico politico di segretario di circoscrizione della Lega del vimercatese per due mandati, viene eletto segretario provinciale della Lega Nord di Monza e Brianza dal 2016, ruolo che ricoprirà sino al marzo del 2018.

#### Elezione a senatore
Alle elezioni politiche del 2018 viene eletto senatore della XVIII legislatura della Repubblica Italiana nella circoscrizione Lombardia per la Lega Nord. 
È capogruppo della Giunta delle elezioni e delle immunità parlamentari e del Comitato parlamentare per i procedimenti di accusa. È membro inoltre della 2ª Commissione permanente (Giustizia). Ha fatto parte inoltre della 3ª Commissione permanente (Affari esteri, emigrazione) in sostituzione del vice presidente del Consiglio dei ministri Matteo Salvini nonché della 7ª Commissione permanente (Istruzione pubblica, beni culturali) occupandosi prevalentemente di sport. Conclude il mandato parlamentare nel 2022.
Ruoli sportivi
È membro eletto del Consiglio Regionale del CONI Lombardia, in quota enti di promozione sportiva, e della commissione Finanziamenti e contributi.